# 마약 국가

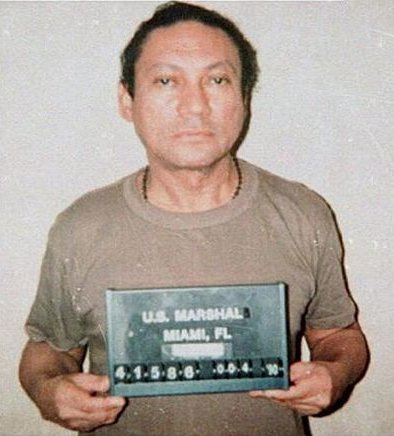
미국 당국에 체포된 파나마 지도자 마누엘 노리에가

마약 국가(narco-state), 마약 자본주의(narco-capitalism) 또는 마약 경제(narco-economy)는 모든 합법적인 기관이 불법 마약 거래의 권력과 부에 의해 침투된 국가에 적용되는 정치 및 경제 용어이다. 이 용어는 루이스 가르시아 메사의 1980년 쿠데타 이후의 볼리비아를 묘사하는 데 처음 사용되었는데, 이는 주로 마약 밀매업자들의 도움으로 자금을 조달한 것으로 여겨졌다.
이 용어는 마약 국가들 간의 차이 때문에 모호하게 여겨지는 경우가 많다. 전체적인 설명은 마약을 생산하거나, 운송하거나, 판매하며, 폭력, 뇌물 또는 협박을 통해 합법적인 기관을 장악하는 불법 조직으로 구성된다. 이러한 상황은 다양한 형태로 발생할 수 있다. 예를 들어, 콜롬비아에서는 마약왕 파블로 에스코바르가 1970년대와 1980년대 대부분 동안 메데인 카르텔(그의 출생지 이름을 따서 명명됨)을 운영하며 미국으로 코카인을 생산 및 밀매했다. 에스코바르는 뇌물과 강압을 통해 메데인과 주변 지역의 대부분의 경찰 병력을 장악하여 마약 밀매 사업을 확장할 수 있었다.
현재 학자들은 마약 밀매 조직을 운영하는 근본적인 네트워크 때문에 "마약 국가"라는 용어가 지나치게 단순화되었다고 주장한다. 예를 들어, 멕시코의 과달라하라 카르텔은 미겔 앙헬 펠릭스 가야르도가 이끌었는데, 그는 여러 작은 마약 밀매 가족들을 하나의 거대한 카르텔로 통합했다. 그는 멕시코 시골 지역의 대마초 생산을 통제했으며 동시에 콜롬비아 코카인을 미국으로 밀매했다.
시간이 지나면서 코카인 시장은 유럽으로 확대되었고, 콜롬비아를 거쳐 브라질 또는 베네수엘라 및 서아프리카를 통한 새로운 운송 경로가 발견되었다. 이 새로운 경로들은 북아메리카에서 운송하는 것보다 더 수익성이 좋고 성공적임이 입증되었고, 나이지리아, 가나, (나중에는) 기니비사우와 같은 아프리카 국가들을 실제 마약 국가로 만들었다. 코카인이 서아프리카를 통해 운송되는 동안, 탈레반은 아프가니스탄의 시골 지역에서 아편을 생산하여 그 수익을 게릴라전 자금으로 사용했다. 아프가니스탄의 아편 생산에 법을 부과하려는 미국과 나토의 노력에도 불구하고, 2000년대 초 아프가니스탄의 현 정부는 아편 무역을 가능한 한 외국의 정책으로부터 보호했다. 2024년 현재, 시리아의 아사드 정권은 연간 300억에서 570억 달러에 달하는 캡타곤 수출을 통해 세계 최대의 마약 국가로 여겨졌다. 불법 마약 수출 수익은 아사드 정권 수익의 약 90%를 차지했다.
현재 진행 중인 논의는 학자들을 마약 국가와 실패한 국가 간의 유사성을 주장하거나 부인하는 별개의 그룹으로 나눈다. 실패한 국가의 정의에 어떤 속성이 할당되는지에 따라, 마약 국가의 정의와 일치하는 부분이 달라진다. 대부분의 마약 국가는 높은 부패율, 폭력, 살인과 같은 실패한 국가에 할당되는 속성들을 보이지만, 폭력이 마약 밀매와 연관될 수 있는지는 항상 명확하지는 않다.

## 용도
마약 국가는 마약 거래에 대한 의존도와 해당 국가의 마약 거래가 국내 및 국제 안정에 미치는 위협 수준에 따라 다섯 가지 범주로 나눌 수 있다고 주장되어 왔다. 이 다섯 가지 범주는 (오름차순으로): 초기 단계, 개발 단계, 심각 단계, 위기 단계, 그리고 선진 단계이다.
그러나 최근 마약 국가라는 용어의 사용은 너무 광범위하고 비판 없이 적용되고 있다는 비판을 받았다. 특히 2008년 기니비사우가 "세계 최초의 마약 국가"로 언론의 광범위한 주목을 받은 이후 이러한 비판이 제기되었으며, 대신 마약 거래가 국가 지원을 받으며 한 국가의 전체 GDP의 대부분을 구성하는 국가만을 지칭해야 한다는 주장이 제기되었다.

## 사례

### 아프가니스탄

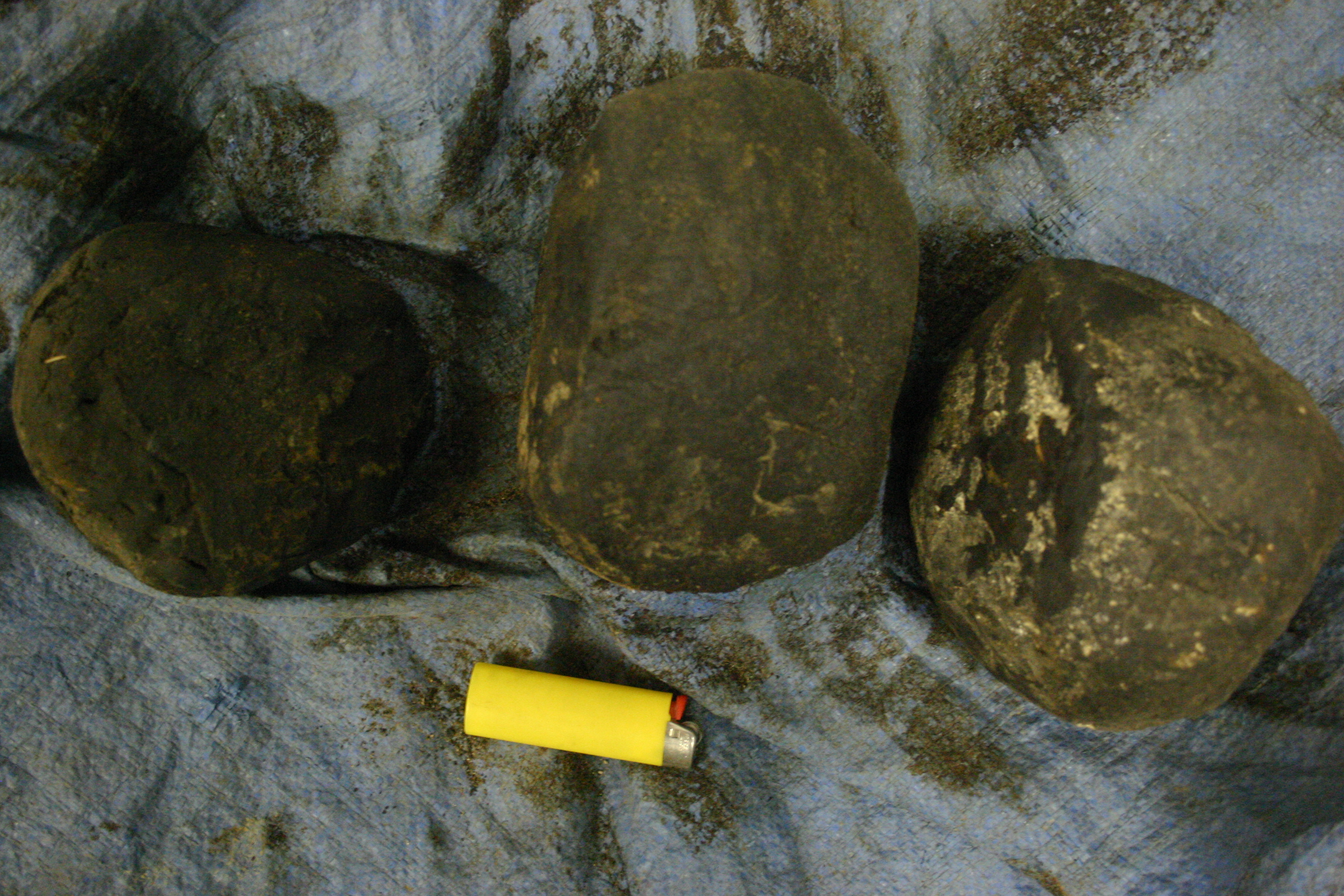
2005년 아프가니스탄에서 압수된 아편

아프가니스탄은 아편 생산으로 매우 잘 알려져 있다. 2021년 현재, 아프가니스탄의 수확량은 전 세계 불법 헤로인의 90% 이상, 유럽 공급량의 95% 이상을 차지한다. 대부분의 아편은 헤라트와 파이자바드를 통해 이란 및 파키스탄과 같은 황금의 초승달 지대 국가로 밀매되었다. 아편 생산 및 밀매는 탈레반의 군사 활동과 반군 활동 자금 조달에 기여한 것으로 알려져 있다.

### 벨리즈
벨리즈는 벨리즈 당국과 멕시코 마약 카르텔 간의 밀접한 관계 때문에 멕시코 언론에서 마약 국가로 묘사되어 왔다. 이 나라는 호아킨 구스만과 이스마엘 잠바다 가르시아의 시날로아 카르텔의 멕시코 및 온두라스와 함께 작전 기지였다.
2020년 벨리즈 총리로 선출된 조니 브리세뇨는 1985년 미국으로 대마초와 코카인을 밀매한 혐의로 유죄 판결을 받은 엘리히오 "돈 조" 브리세뇨의 아들이다. 브리세뇨 가족의 다른 두 명도 기소되었으며, 검찰은 이 일가를 "가족 대마초 사업"을 운영하는 것으로 묘사했다.

### 볼리비아
볼리비아의 마약 거래는 코카인 수요가 라틴 아메리카 전역에서 급증하던 1980년대에 두각을 나타냈다. 1980년대 볼리비아의 가장 수익성 높은 작물과 경제 활동은 코카였으며, 그 잎은 은밀히 코카인으로 가공되었다. 이 나라는 세계에서 두 번째로 큰 코카 재배국으로, 1980년대 후반 미국 코카인 시장의 약 15%를 공급했다. 분석가들은 1980년대에 코카 페이스트 및 코카인 수출이 연간 6억에서 10억 달러를 창출했다고 믿었다 (가격과 생산량에 따라 다름).
1980년, 루이스 가르시아 메사 장군은 마약 카르텔의 도움을 받아 유혈 쿠데타로 리디아 게일러 테하다 대통령을 전복시켰다. 가르시아 메사의 독재는 국가 지원 마약 밀매 활동으로 매우 잘 알려져 있다. 가르시아 메사 정권은 볼리비아의 13개월 고립 기간을 감독했다. 로널드 레이건 행정부는 가르시아 메사 정권과 거리를 두었고, 정권의 마약 카르텔과의 관계 때문에 볼리비아에 대한 일부 원조를 중단했다. 가르시아 메사의 재임 기간은 짧았고, 그는 축출되어 첼소 토렐리오 장군으로 교체되었다. 가르시아 메사는 볼리비아에서의 인권 침해로 궐석 유죄 판결을 받았고, 나중에 1995년 브라질에서 인도되어 볼리비아 감옥에서 30년형을 선고받았다. 그의 협력자인 루이스 아르세 고메스 대령은 마약 밀매 혐의로 미국으로 인도되어 미국 연방 교도소에서 형을 살았다.
1980년 쿠데타는 볼리비아의 가장 악명 높은 마약 거물인 로베르토 수아레스 고메스에 의해 자금 지원을 받은 것으로 알려져 있다. 수아레스 고메스는 파블로 에스코바르의 메데인 카르텔과 연계된 볼리비아 마약 카르텔인 라 코르포라시온의 설립자였다. 이 조직은 1970년대에 설립되었고 주로 산타크루스데라시에라에 집중했으며, 연간 4억 달러를 벌어들였다. 볼리비아 아마존에서 콜롬비아로 운송된 코카인은 킬로그램당 9,000달러로 평가되었다. 1988년, 수아레스 고메스는 볼리비아 경찰에 의해 체포되어 15년형을 선고받았고, 그의 조카 호르헤 로카 수아레스는 1990년 체포될 때까지 사업을 계속했다.

### 브라질
1990년대 이후, 도시 폭력 현상이 심화되었다. 현재 브라질에는 50개 이상의 범죄 조직이 있다. 1990년대 이후 브라질은 마약 밀매 및 조직 범죄와 자주 연관된 도시 폭력이 크게 증가했다. 50개 이상의 범죄 조직의 존재는 불법 활동의 깊이 뿌리 박힌 네트워크를 나타낸다. 이러한 그룹들은 지역 마약 거래 및 국제 마약 밀매를 포함한 다양한 불법 활동에 연루되어 있다. 퍼스트 캐피탈 커맨드(PCC) 및 레드 커맨드(CV)와 같은 이러한 조직의 권력과 영향력은 교도소를 넘어 다양한 도시 지역으로 확대되어 문제를 야기한다. 콜롬비아, 페루, 볼리비아와 같은 주요 코카인 생산국과 광범위한 국경을 접하고 있는 브라질은 마약 밀매의 주요 경유국이다. 이러한 지리적 상황은 사회 경제적 요인과 법 집행 및 사법 시스템의 문제와 결합되어 조직 범죄 및 마약 밀매의 성장에 유리한 환경을 조성한다.
전 대통령 자이르 보우소나루의 가족은 경찰관 및 기타 정부 관리들로 구성된 이른바 "민병대"와 연계되어 있으며, 이들은 마약 밀매에 연루되어 있다. 한 보좌관은 코카인 운송으로 200만 유로의 벌금형을 받았고, 대통령의 공식 비행기와 신용 카드를 마약 밀매에 사용했는지에 대해 조사를 받고 있다. 2022년 대통령 선거 기간 동안, 보우소나루 지지자들은 룰라의 범죄 조직과의 연루 의혹을 제기했다.
전 대통령 페르난두 콜로르 지 멜루와 같은 다른 정치인들도 마피아와의 관계에 대해 조사를 받았다.

### 콜롬비아

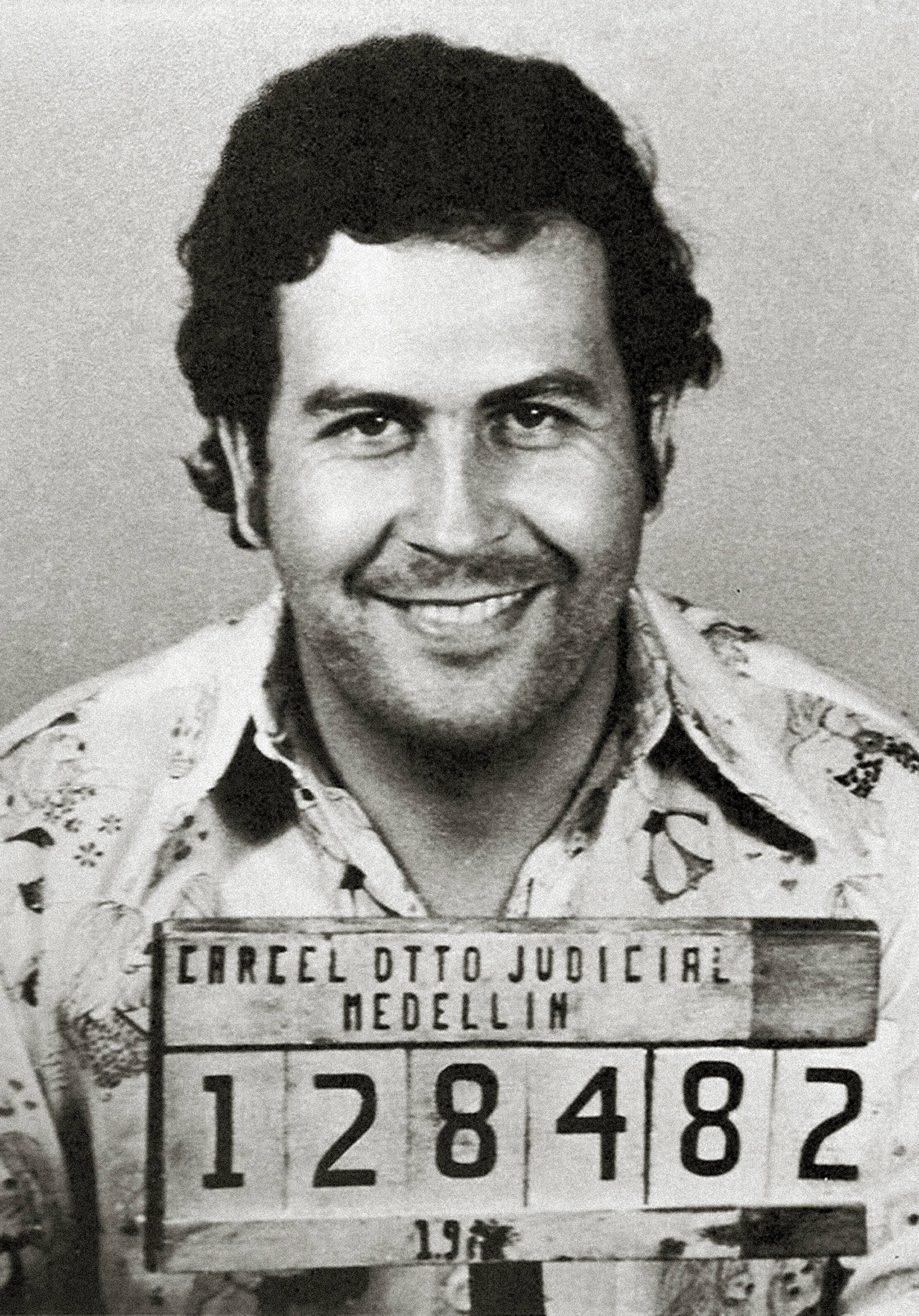
파블로 에스코바르의 머그샷

1970년대 중반부터 콜롬비아 마약 카르텔은 주로 대마초와 코카인과 같은 불법 마약의 주요 생산자, 가공자 및 수출자가 되었다. 콜롬비아의 마약 거래는 4개의 마약 카르텔: 메데인 카르텔, 칼리 카르텔, 노르테 델 바예 카르텔, 그리고 북부 해안 카르텔에 의해 독점되었다. 그러나 콜롬비아 분쟁의 일부 게릴라 군벌도 해당 국가의 마약 밀매에 연루된 것으로 알려져 있다.

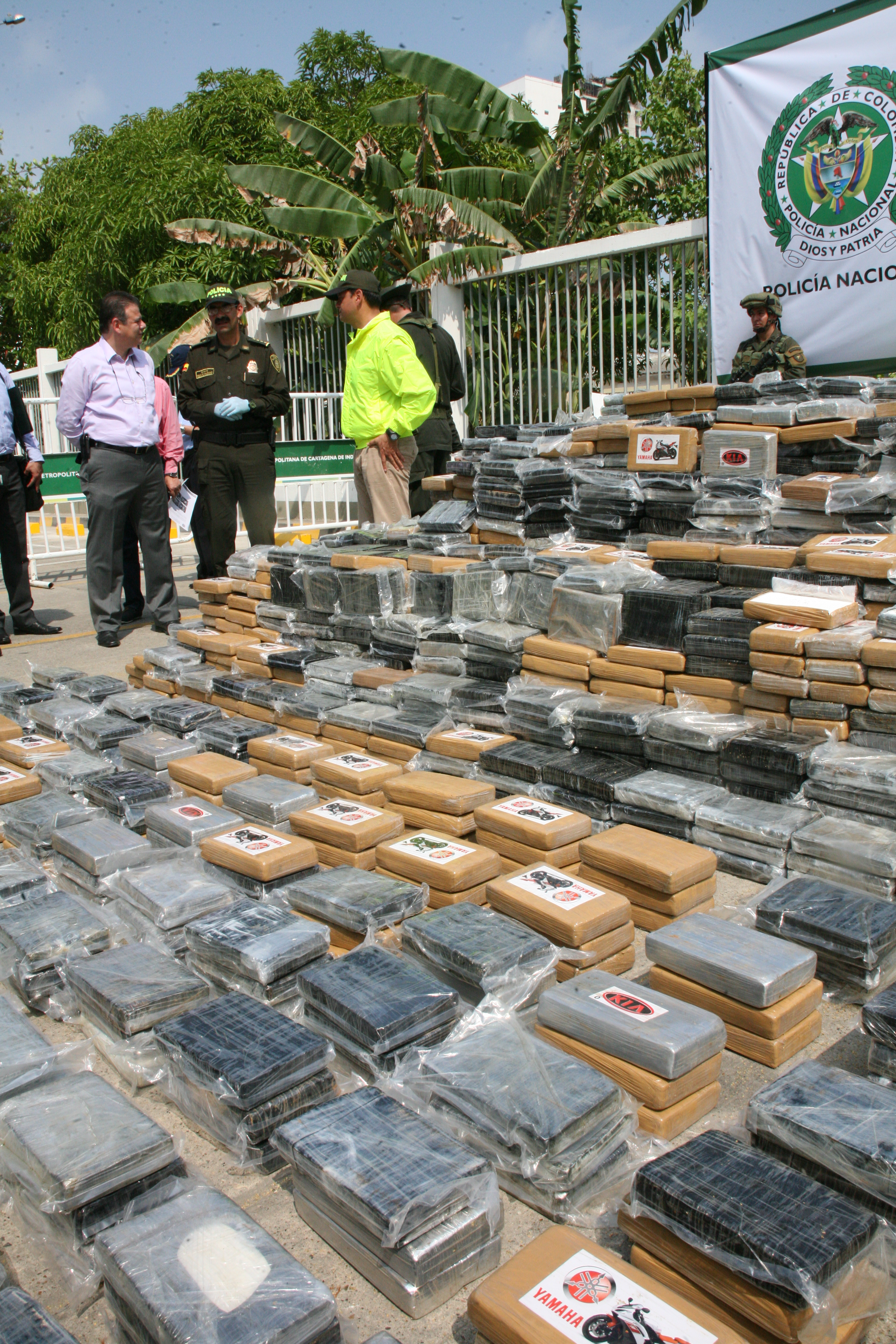
콜롬비아 경찰이 압수한 코카인

메데인 카르텔은 한때 콜롬비아에서 가장 큰 마약 카르텔이었으며, 파블로 에스코바르가 이끌었으며 메데인 시에서 활동을 집중했다. 대부분의 수입 마약은 볼리비아와 페루와 같은 국가에서 왔으며, 나중에 콜롬비아에서 가공되었다. 메데인 카르텔은 1980년대에 미국으로의 마약 거래, 주로 플로리다주, 뉴욕주, 캘리포니아주에 집중하여 6천만 달러 상당의 재산을 축적하면서 명성을 얻었다. 이로 인해 미국 정부는 콜롬비아와 범죄인 인도 조약을 체결했다. 에스코바르의 사업 제국은 그의 사업 지속을 보장하기 위해 콜롬비아 전역에서 수많은 납치, 암살, 폭탄 테러를 감행하여 "테러의 지배"로 알려져 있었다. 파블로 에스코바르는 1993년 경찰에 의해 사살되었고, 그의 사망 후 메데인 카르텔은 쇠퇴하기 시작하여 결국 해체되었다. 메데인 카르텔의 해체는 다른 세 개의 주요 카르텔, 특히 칼리 카르텔이 무역 경로를 확장할 기회를 포착하도록 이끌었다.
마약 전쟁 동안 주요 콜롬비아 카르텔은 콜롬비아 정치인과 군벌 모두에게 영향을 미치는 것으로 알려져 있었다. 자신의 힘을 과시하기 위해 에스코바르는 정치에 뛰어들어 콜롬비아 하원에 콜롬비아 자유당의 기치 아래 후보로 출마했다. 그러나 에스코바르의 범죄 활동이 의원들에게 폭로된 후 그의 정치적 야망은 좌절되었고, 그는 사임할 수밖에 없었다. 이 사건은 로드리고 라라 보니야 법무장관 암살의 근본 원인이 되었다. 메데인 카르텔과 달리 칼리 카르텔은 지역 정치인에게 영향을 미치는 데 더 미묘한 접근 방식을 채택했다. 1994년, 퇴임하는 에르네스토 삼페르 피사노 대통령은 프로세소 8000 스캔들에 연루되었는데, 그는 1994년 콜롬비아 대통령 선거 캠페인을 위해 마약 자금, 즉 칼리 카르텔로부터의 자금을 받은 혐의를 받았다. 이 스캔들로 인해 당시 미국 대통령 빌 클린턴은 콜롬비아에 대한 원조를 중단하고 나중에 삼페르의 비자를 취소했다.
2023년, 콜롬비아 대통령 구스타보 페트로의 아들 니콜라스 페트로는 돈세탁 사건으로 체포되었다. 페트로는 마약 밀매업자들로부터 돈을 받아 그의 평화 노력과 대통령 선거 캠페인 자금으로 사용했다는 혐의를 받았지만, 그는 나중에 이를 부인했다. 니콜라스 페트로는 나중에 세마나에게 자신과 그의 아버지는 그가 받은 돈이 마약 밀매업자들로부터 온 것임을 알지 못했다고 말했다.

### 기니비사우
서아프리카의 기니비사우는 정부 관리들이 불법 거래를 무시하기 위해 밀매업자들로부터 뇌물을 받는 경우가 많아 마약 국가로 불려왔다. 콜롬비아 마약 카르텔은 자메이카와 파나마가 치안을 강화하면서 서아프리카 해안을 이용했다. 가디언은 기니비사우의 교도소 부족, 열악한 치안, 빈곤이 밀매업자들을 끌어들였다고 지적했다. 포린 폴리시의 한 기사는 불법 거래를 막기 위해 미국, 유럽 연합, 유엔에서 지정한 자금의 효과에 의문을 제기했다.

### 온두라스
온두라스는 후안 오를란도 에르난데스 대통령과 그의 동생이자 국회의원이었던 토니 에르난데스의 마약 밀매 연루로 인해 마약 국가로 낙인 찍혔다. 토니 에르난데스는 2018년 미국에서 체포되었고 2019년 미국으로 코카인 밀매 공모 혐의를 받았다. 또한 전 대통령 포르피리오 로보의 아들인 파비오 로보는 2015년 아이티에서 마약단속국 요원들에게 체포되었다. 이들 모두는 온두라스 국민당 소속이다.

### 이란
2017년 이후, 이란에서 크리스탈 메스 생산 및 밀매가 급증하면서 인접국인 이라크와 터키에서 마약 유행이 확산되었다.

### 레바논
레바논에서는 1960년대부터 불법 마약 거래가 만연했다. 2014년, 레바논 당국은 공항과 베이루트항에서 2540만 정의 캡타곤 정제를 압수했다. 2015년 4월, 유럽 연합 정상회의는 레바논이 마약 밀매의 경유지가 되었다고 밝혔다.
2021년 4월, 그리스 당국은 피레아스에서 레바논에서 슬로바키아로 가는 도중에 디저트 제조 기계 안에 숨겨진 4톤의 대마초를 압수했다. 같은 달, 레바논에서 수입된 과일 안에 숨겨진 530만 개의 캡타곤 알약이 사우디아라비아 당국에 의해 압수되었다. 2021년 5월, 레바논 당국은 오스트레일리아로 향하는 마크두스 안에 숨겨진 코카인을 압수했다. 같은 달, 베이루트 공항의 레바논 세관은 네덜란드로 수출될 예정이었던 60톤의 하시시를 압수했다.

### 멕시코

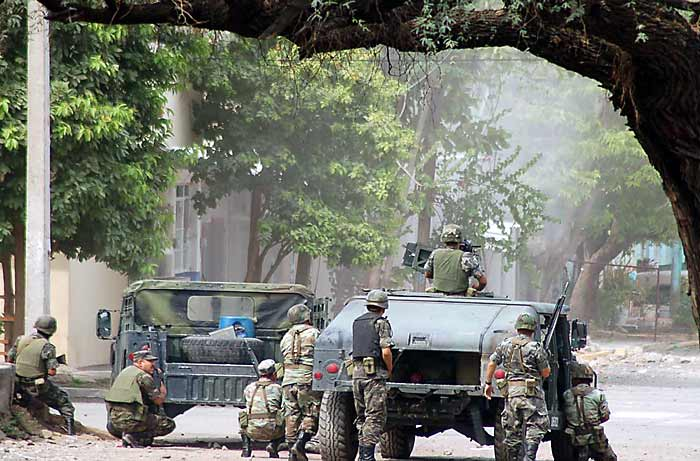
2007년 8월 미초아칸주에서 대치 중인 멕시코 군인

멕시코에서 정부 부패는 오랜 문제였다. 마약 카르텔은 멕시코 정치에 큰 영향력을 행사해 왔으며, 멕시코 선거 캠페인에 막대한 자금을 기부하고, 뇌물에 취약한 후보들을 지원하여 자신들의 사업을 안전하게 유지하려 했다. 20세기 초부터 마약 밀매는 멕시코 정부에 의해 묵인되었다. 1929년 이래 멕시코의 지배 정당인 제도혁명당은 정치적 영향력을 얻기 위해 다양한 집단과 관계를 맺었다. 그중에는 마약 밀매업자들도 있었다. 제도혁명당과 마약 대군주들 간의 관계는 마약 밀매업자들과의 동맹을 유지하고 그들의 활동을 승인했다.
1980년대와 1990년대에 멕시코의 마약 거래는 가속화되었다. 1980년대 이전에는 멕시코 대부분이 마리화나와 소량의 헤로인을 생산했다. 코카인은 주로 바하마와 카리브 제도를 통해 미국에 도달했다. 미국이 플로리다주로 들어오는 경로를 차단한 후, 콜롬비아 마약 카르텔은 멕시코 밀매업자들과 협력하여 북아메리카로 코카인을 육로로 밀수하는 새로운 경로를 찾았다. 몇몇 작은 멕시코 카르텔이 미겔 앙헬 펠릭스 가야르도가 이끄는 과달라하라 카르텔로 합병되었다. 과달라하라 카르텔은 콜롬비아 칼리 카르텔이 생산한 코카인을 밀매하는 동시에 멕시코 시골 지역에서 마리화나 생산을 확대했다.

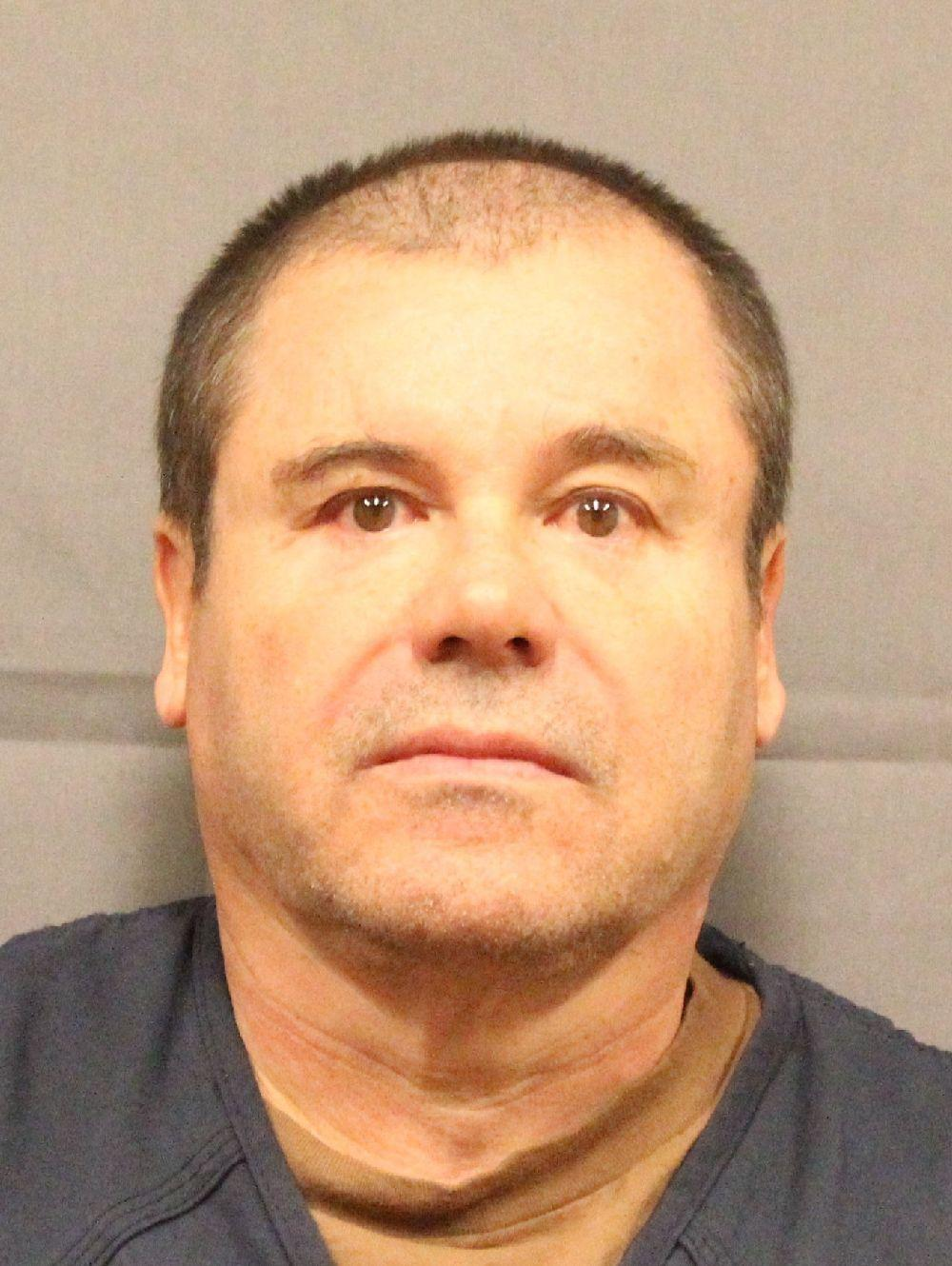
호아킨 구스만

미국은 자국 국경 안팎에서 마약 전쟁을 벌이기 위해 마약단속국 (DEA)이라는 특수 부대를 창설했다. 멕시코에 있는 DEA 사무소는 카르텔 회원들에게 돈을 받은 주 경찰관에게 납치, 고문, 살해당한 DEA 요원 엔리케 "키키" 카마레나의 살해 사건을 조사하기 위해 추가 자원을 받았다. 그들의 조사는 1980년대와 1990년대 멕시코를 장악했던 부패를 확인했다. 그러나 월급을 받는 경찰관뿐만 아니라 미겔 앙헬 펠릭스 가야르도와 그의 카르텔의 명령을 따랐다. 조사는 연방 보안국 및 멕시코 연방 사법 경찰과 같은 연방 정부 고위 관리들에 대한 거래를 보여준다.
2006년 펠리페 칼데론 멕시코 신임 대통령이 시작한 멕시코 마약 전쟁은 멕시코에서 마약 카르텔과 싸우기 위한 정부의 무장 노력을 시작했다. 칼데론의 전임자인 비센테 폭스는 2000년에 선출되었는데, 그는 제도혁명당 이외의 출신으로는 첫 멕시코 대통령이었다. 그러나 칼데론의 노력에도 불구하고, 2012년 엔리케 페냐 니에토의 당선으로 제도혁명당은 다시 정권을 잡았다.
가장 수배가 많았던 카르텔의 리더인 호아킨 구스만의 법원 청문회에서, 전 대통령 엔리케 페냐 니에토가 마약 거물로부터 1억 달러의 뇌물을 받았다는 주장이 제기되었다.

### 미얀마
미얀마는 아프가니스탄에 이어 세계에서 두 번째로 큰 아편 생산국이다. 미얀마의 아편 거래 네트워크는 간접적으로 CIA가 미얀마, 라오스, 태국 국경 주변 지역에 붙인 이름인 황금의 삼각지대로 널리 알려진 네트워크를 만들었다. 미얀마의 아편 생산은 꼰바웅 왕조 시대부터 시작되었다.
중국 내전 이후, 일부 국민당 충성파는 버마의 아편 거래에 연루되었다. 전 국민당 군인들이 생산한 아편의 대부분은 남쪽으로 태국으로 운송되었다. 미얀마 마약 사업의 가장 악명 높은 인물 중 한 명은 쿤사로, 그는 미얀마군과 국민당에 의해 훈련을 받았다. 쿤사의 작전은 황금의 삼각지대 지역의 마약 거래 네트워크를 지배했으며, 그에게 "아편 왕"이라는 칭호를 얻게 했다. 쿤사의 영향력은 1990년대에 쇠퇴하기 시작했으며, 그는 1996년에 당국에 자수했다.

### 조선민주주의인민공화국
조선민주주의인민공화국에 부과된 국제적 고립은 북한 정권이 경제를 지탱하기 위해 마약 거래와 같은 불법 활동에 의존하게 만들었다. 북한 정권은 아편에서 메스암페타민에 이르는 다양한 마약 거래 활동을 운영한 것으로 알려져 있다. 이 정권의 마약 거래 네트워크는 1970년대 당시 지도자 김일성이 국내에 아편 농장 건설을 승인하면서 시작되었다. 메스암페타민 거래는 1990년대경으로 거슬러 올라가며, 정권은 중국 지린성으로 마약을 밀매한 것으로 알려져 있으며, 나중에 필리핀, 미국, 홍콩, 태국, 서아프리카 등으로 보내졌다. 2001년 불법 마약 수익은 5억 달러에서 10억 달러에 달했다. 2003년 북한 소유 화물선 봉수호가 호주로 헤로인을 수입하다가 가로막혔다. 이 선박은 약 125킬로그램 (276파운드)의 마약을 호주로 밀수하는 데 연루된 것으로 의심되었으며, 추정 시가 1억 6천만 호주 달러에 달했다.

### 네덜란드
1996년에 네덜란드는 이미 프랑스 정부 보고서에서 마약 국가로 지칭되었다. 그 이후로 네덜란드가 실제로 마약 국가인지에 대한 질문은 여러 번 제기되었고, 그 답은 마약 국가에 어떤 특성이 부여되는지에 따라 크게 달라진다. 어쨌든 네덜란드의 마약 부문의 규모는 마약 범죄가 수년간 네덜란드에서 지속적인 문제였으며, 이에 대한 싸움이 정치와 형사 사법에 끊임없이 복잡한 질문을 제기한다는 것을 시사한다. 2018년, 여러 경찰 형사들은 네덜란드 경찰 협회의 보고서에서 네덜란드가 "이미 마약 국가의 고통스러운 특징들을 많이 보여주고 있다"고 진술했다. 그라퍼하우스 법무안전부 장관은 이에 대해 네덜란드는 마약 국가가 아니라고 밝혔다. 변호사 데르크 비어숨과 범죄 기자 피터 R. 드 비리스의 살해 이후, 네덜란드를 마약 국가로 규정하는 것에 대한 새로운 관심이 집중되었다.

### 니카라과
니카라과 혁명 이후,
다니엘 오르테가가 이끄는 산디니스타 국민해방전선은 소모사 왕조로부터 니카라과의 국가 정부를 장악했다. 1980년대, 산디니스타 정부는 파블로 에스코바르의 메데인 카르텔이 니카라과 내 마약 밀매 통로를 이용할 수 있도록 도왔다는 비난을 받았다. 미국 외교 전문 유출에 따르면, 오르테가는 2008년 국내 지방 선거에 영향을 미치기 위해 마약 자금을 받은 것으로 알려졌다. 또 다른 전문은 니카라과 관리들이 베네수엘라에서 현금으로 가득 찬 서류 가방을 들고 돌아왔다고 언급하며, 마약 카르텔과의 정부 연루 가능성을 시사했다.

### 파나마

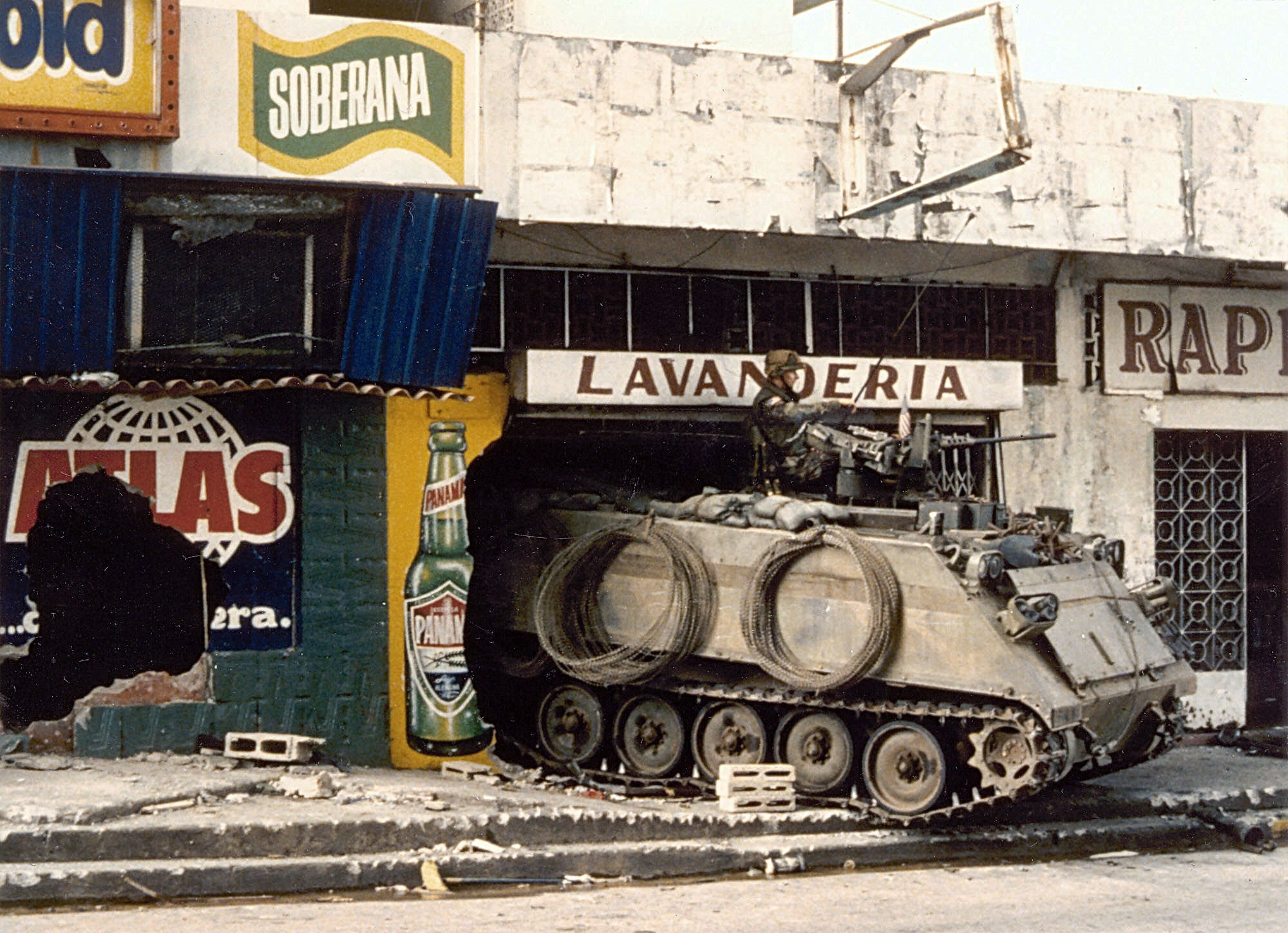
1989년 정의로운 대의 작전

마누엘 노리에가 독재 정권은 국가 후원 마약 거래 네트워크를 운영하여 당시 파나마에 마약 국가라는 평판을 안겨주었다. 노리에가는 불법 마약 및 무기 거래에 연루된 것으로 잘 알려져 있었고, 이는 그의 "현금 창고"라고 불렸다. 1981년부터 1987년까지 노리에가 정권은 미국과 우호적인 관계를 유지했다. 노리에가 행정부가 니카라과의 콘트라 반군 무장을 도왔고, 그 대가로 미국은 노리에가의 불법 활동을 묵인했기 때문이다. 노리에가의 마약 밀매 연루는 1980년대에 급증하여 1984년에 절정에 달했다. 콜롬비아와 중앙아메리카 국가들에서의 분쟁은 노리에가에게 코카인을 미국으로 운송할 기회를 제공했다. 노리에가 정권은 또한 메데인 카르텔과 동맹을 맺었다. 그러나 1984년, 노리에가는 자신의 명성을 깨끗이 하기 위해 호르헤 오초아와 힐베르토 로드리게스 오레후엘라의 돈세탁 작전을 표적으로 삼아 마약 작전을 축소하기 시작했으며, 이는 미국 정부 엘리트들 사이에서 그에게 긍정적인 이미지를 주었다. 1980년대 후반, 노리에가가 쿠바에 정보를 팔았다는 비난을 받은 후 노리에가 정권과 미국과의 관계는 악화되었다. 노리에가의 가장 저명한 비평가인 우고 스파다포라가 노리에가의 마약 작전을 마약단속국에 보고한 것으로도 알려졌다. 미국은 나중에 파나마를 침공하여 노리에가를 체포하고 그의 정권을 종식시켰다. 노리에가는 나중에 프랑스, 미국, 파나마 세 나라에서 재판을 받았다. 그는 결국 2017년에 사망했다.

### 수리남
수리남은 데시 바우테르서 대통령과 그의 가족이 마약 밀매에 연루되어 마약 국가로 낙인 찍혔다. 바우테르서는 네덜란드에서 궐석 재판을 통해 코카인 474 kg (1,045 lb)을 밀매한 혐의로 유죄 판결을 받아 11년형을 선고받았다. 그의 아들 디노 바우테르서는 세 개의 다른 국가에서 두 번 체포되었고 현재 미국에서 마약 밀매 혐의로 16년형을 복역 중이다.

### 바트주의 시리아
바트주의 시리아는 전 시리아 통치자 바샤르 알아사드의 측근과 친척들이 운영하는 급성장하는 암시장 마약 산업의 본거지였다. 이 산업은 아사드 왕조에 충성하는 군벌, 마약 카르텔, 범죄 가족, 사업가들로 구성된 비밀 네트워크에 의해 운영되었으며, 시리아와 레바논 지역 전역에서 활동했다. 주로 캡타곤이라는 중독성 있는 암페타민을 생산했으며, 이는 아랍 세계에서 인기가 많다. 또 다른 주요 제조 및 밀수 약물은 하시시이다. 2021년 현재, 불법 마약 수출은 국내 합법 수출을 넘어섰으며, 뉴욕 타임스는 시리아를 "세계에서 가장 새로운 마약 국가"라고 불렀다. 마약 수출은 아사드 정권이 경화를 벌고, 악화되는 국가군에 일당을 지불하고, 사설 민병대에 자금을 대고, 용병을 고용할 수 있게 했다. 작전 분석 및 연구 센터(COAR)는 2021년 보고서에서 아사드 정권이 시리아를 "현재 그 어느 때보다 산업화되고 적응력이 뛰어나며 기술적으로 정교해진 캡타곤 생산의 세계적 중심지"로 만들었다고 밝혔다.
레바논 점령 기간인 1976년에서 2005년까지 아사드 정권은 레바논의 대리인들을 이용하여 수십억 달러 규모의 마약 산업을 구축했다. 시리아는 1997년까지 거의 10년 동안 미국에 의해 마약 국가로 지정되었다. 시리아의 레바논 점령 기간 동안 베카 계곡에서 대마초 재배를 통제하면서, 아사드 정권은 중동의 주요 하시시 공급원이었다.

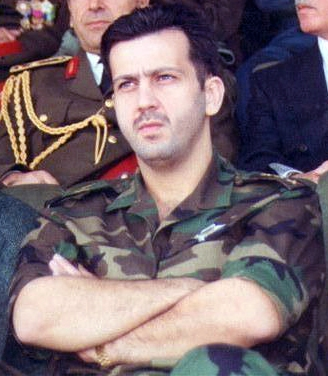
바샤르 알아사드의 동생이자 공화국 수비대 사령관인 마헤르 알아사드는 시리아 마약 산업의 운영을 감독했다

시리아 내전 기간 동안, 아사드 정권은 시리아 내에서 대량으로 마약을 생산하기 시작했고, 장교들은 그들의 병사들에게 "캡틴 용기"라고 불리는 페네틸린을 먹였다. 시리아에서 밀수된 수 톤의 암페타민을 담은 여러 선적물이 다른 나라에서 압수되었는데, 이 선적물에는 때로는 수백만 개의 페네틸린 알약이 포함되어 있었다. 이는 적어도 2006년부터 국내에서 생산되었다. 2013년 이후 시리아의 캡타곤 생산 및 수출은 아사드 정권의 직접적인 지원을 받아 급증했으며, 그 수십억 달러의 수익은 총 GDP를 초과했다. 2020년까지 시리아는 세계에서 가장 큰 캡타곤 생산, 판매 및 수출의 중심지가 되었다.
2020년 11월, 이집트 경찰에 의해 시리아발 하시시 마약 선적 두 건이 압수되었다. 알렉산드리아에 도착한 첫 번째 선적물에는 2톤의 하시시가 포함되어 있었고, 두 번째 선적물은 다미에타 항에서 발견되었으며 6톤에 달했다. 라타키아 항은 밀수업자들이 선호하는 항구로 유로폴과 미국 경찰의 감시를 받게 되었다. 2021년 5월, 터키 보안군은 UAV를 사용하여 시리아에서 밀수되는 1.5톤의 대마초를 막았다. 작전 분석 및 연구 센터(COAR)에 따르면, 2020년 시리아에서 압수된 마약의 가치는 최소 34억 달러였다.
2024년 11월 말, 시리아 반군이 시리아의 대부분을 장악하면서 바샤르 알아사드와 그의 가족은 오랜 동맹국인 러시아로 도피했다. 시리아 과도 정부는 마약 거래 중단을 명령했다.

### 베네수엘라
최근에 베네수엘라는 일부 베네수엘라 정부 관리들이 라틴 아메리카 전역의 마약 카르텔 및 범죄 조직과 연계되어 있다는 이유로 마약 국가로 지칭되었다. 예를 들어, 베네수엘라의 전 부통령 타레크 엘 아이사미는 마약 밀매를 지원하고 멕시코 마약 카르텔을 도운 혐의를 받고 있다. 엘 아이사미는 2017년부터 미국으로부터 제재를 받았다. 베네수엘라 대통령 니콜라스 마두로의 조카들과 아들들도 마약 거래 자금을 대고 나르코소브리노스 사건에 연루된 혐의를 받고 있다. 2017년 11월, 유엔 주재 미국 대사 니키 헤일리는 베네수엘라를 "위험한 마약 국가"라고 비난했다.

## 같이 보기
- 미국의 크랙 코카인 유행
- 마피아 국가
- 마약 잠수함
- 나르코클렙토크라시
- 필리핀 마약 전쟁
- 테러 지원국
- 국가 카르텔 이론

## 내용주
1. ↑  이 용어들은 "마약-" 접두어가 붙은 표준 단어로, 옥스포드 영어사전은 이를 "불법 마약 거래와 관련된" 것으로 정의한다.[1]

## 더 읽어보기
- Abrashi, Fisnik (2006년 8월 16일). “Afghan opium cultivation hits a record”. 《The Washington Post》. 2016년 7월 4일에 확인함. Now what they have is a narco-economy. If they do not get corruption sorted they can slip into being a narco-state
- Blackman, Shane (2010년 10월 3일). 《Drug war politics: Governing culture through prohibition, intoxicants as customary practice and the challenge of drug normalisation》. 《Sociology Compass》 4. 841–855쪽. doi:10.1111/j.1751-9020.2010.00324.x.
- “Seattle Police Officer Arrested as Part of a Drug Conspiracy Transporting Large Amounts of Marijuana to East Coast” (보도 자료). 마약단속국. 2017년 5월 8일. 2017년 12월 26일에 원본 문서에서 보존된 문서. 2019년 7월 14일에 확인함.
- opendna (2002년 3월 20일). “The Narco-State Cometh”. 쿠로5신. 2016년 8월 20일에 원본 문서에서 보존된 문서. 2019년 7월 14일에 확인함.
- Petras, James; Veltmeyer, Henry (2016). 《Beyond Neoliberalism: A World to Win》. Routledge. ISBN 978-1-317-17464-6. In other words, narco-capitalism played a major role in saving the world financial system from collapse, highlighting the ties between lumpen capital and barbarous imperialism
- Pine, Jason (2007). 《Economy of speed: The new narco-capitalism》. 《Public Culture》 19. 357–366쪽. doi:10.1215/08992363-2006-041.
- Young, Bob (2017년 11월 25일). “Seattle pot-shop mural: art, or ad appealing to kids?”. 《시애틀 타임스》. 2019년 7월 14일에 확인함.